# 田部シメ子

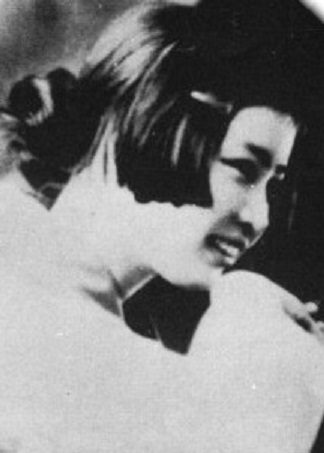
田部シメ子

田部 シメ子（たなべ シメこ、 1912年（大正元年）12月2日 - 1930年（昭和5年）11月29日）は作家太宰治の恋人の一人。別名田部あつみ、また田辺あつみとも。太宰の短篇「道化の華」（1935年）に登場する心中事件の相手"園"のモデル。

## 経歴
広島県安佐郡字小河内（現・広島市安佐北区）で田部島吉・シナの四女として誕生。シメ子とはこの子で終りにしようとの意で命名された名前であり、当人はこの名前を嫌って、兄と相談の上、早くからあつみを名乗っていた。
学業優秀だったが、広島市立第一高等女学校（広島市立舟入高等学校）3年中退後、広島の繁華街新天地の大型喫茶店「平和ホーム」の女給となる。このとき客のひとり高面順三（こうめん・じゅんぞう。喫茶店経営者）と知り合い、同棲に至る。当時、田辺あつみと名乗っていた。
1930年（昭和5年）夏、新劇の舞台俳優を志す高面と共に上京。しかし高面の就職口が見つからなかったため、家計の一助に銀座のカフェ「ホリウッド」に田辺あつみ名で働きに出た。このとき、客のひとり津島修治（太宰治）と知り合う。
1930年（昭和5年）11月28日、それまで三度しか会ったことがなかった太宰と共にカルモチンを購入して鎌倉に向かう。同日夜半から払暁にかけて、七里ガ浜海岸の小動神社裏海岸にて、太宰と共に大量のカルモチンを嚥下し、心中を図る。その結果、田部のみ死亡し、太宰が生き残った。死の間際、田部が最後に叫んだ名は太宰の名ではなかったと伝えられる。
この後、太宰は自殺幇助罪の容疑で逮捕され取調を受けたが、警察庁鎌倉署の担当刑事村田義道が金木村（現五所川原市）の出身で津島家の小作の息子だったこと、管轄の横浜地方裁判所長宇野要三郎が黒石市出身で太宰の父津島源右衛門の姻戚だったことなどが幸いして起訴猶予処分となった。太宰がカルモチンの常用者で体がこの薬に慣れていたこと、太宰自身それを知っていたこと、また「道化の華」において太宰が「僕はこの手もて、園を水にしづめた。僕は惡魔の傲慢さもて、われよみがへるとも園は死ね、と願つたのだ」と記述していることなどを挙げて、この事件が太宰による計画的な殺人だったとする説を唱える者もあるが、憶測の域を出ない。